# ウィリアム・セルデン
ウィリアム・セルデン（William Selden, 1791年1月31日 - 1874年4月7日）は、アメリカ合衆国の政治家。1839年から1850年まで、6人の大統領の下でアメリカ合衆国財務官を務めた。

## 生涯
セルデンは1791年にバージニア州ヘンリコ郡において誕生した。セルデンは1813年から1816年までおよび1818年から1821年までヘンリコ郡議会議員を務めた。セルデンはその後、ヘンリコ郡土地管理局の文書官を務めた。セルデンは1839年から1850年まで、アメリカ合衆国財務官を務めた。セルデンは1874年に死去した。

## 家族
父親はマイルズ・ケーリー・セルデン (Miles Cary Selden, 1752-1811)、母親はエリザベス・アーミステッド (Elizabeth Armistead, 1752-1833) であった。セルデンは1833年11月26日にマリア・イライザ・スワン (Maria Eliza Swann) と結婚したが、1834年に死別した。セルデンは1840年6月9日にエミリー・ハンター (Emily Hunter) と再婚した。セルデンはエミリーとの間に8人の子供をもうけた。